# Comté de Belfort
 (novembre 2014).
Le comté de Belfort est un ancien comté d'Alsace.

## Histoire
Belfort, au XIIIe siècle et XIVe siècle.
Avec Héricourt, Belfort est partie intégrante du comté de Montbéliard tenu par les sires de Montfaucon. Au décès de Thierry III, dit « le Grand Baron », le comté de Montbéliard (l’actuel nord Franche-Comté), tombe dans l’escarcelle de Renaud de Bourgogne par son mariage avec Guillemette de Neufchâtel, seule héritière des biens de Thierry III. Renaud est fils de Hugues III, sire de Salins, comte de Bourgogne par son mariage avec Alix de Méranie, fille d’Otton II, duc de Méranie, comte palatin de Bourgogne. Le couple eut onze enfants, dont Otton IV, qui hérita du  comté de Bourgogne à la mort de sa mère.
Le mariage de Renaud de Bourgogne et de Guillemette de Neufchâtel eut lieu en 1282. Du couple naîtront quatre filles et un garçon, dont on s’aperçut vite qu’il était handicapé mental. Renaud rédigea un premier testament en l’an 1314, et désigna son fils Othenin comme héritier de ses états. Cependant, si au bout de cinq ans celui-ci se trouvait par sa maladie dans l’incapacité de les gérer, alors, les biens seront partagés entre les enfants. Dans son testament, Renaud désigne son frère Hugues de Bourgogne régent du comté, et principal exécuteur de son testament ; en outre, il lui demanda de prendre son fils Othenin en curatelle à son décès. Renaud meurt en 1322, et toutes les dispositions testamentaires seront confirmées. Auparavant, Jeanne de Montbéliard, la fille aînée de Renaud, s’était unie à Ulrich III, comte de Ferrette, dont les terres (partie sud de l’actuel Haut-Rhin) jouxtaient le comté de Montbéliard.
Lors d’un premier partage, Belfort reviendra de facto, à Jeanne de Montbéliard. Mais son époux Ulrich III décède en 1324, et le couple ne laisse que des filles, dont l’aînée, Jeannette, qui épousa presque aussitôt le duc Albert II d’Autriche. Ce mariage unira le comté de Ferrette aux domaines alsaciens des Habsbourg. L’affaire se complique avec les remariages successifs de sa mère, Jeanne de Montbéliard, d’abord avec Rodolphe Hesse, margrave de Bade, puis avec Guillaume de Katzenelnbogen. Lors du partage définitif des biens de la Maison de Montbéliard par le traité de Granges (1332), Jeanne détient officiellement Belfort, Grandvillars, Héricourt, Rougemont ; le comté de Montbéliard se trouvait donc démembré en deux parties. L’autre entité revenait à Agnès, la troisième fille de Renaud, qui avait épousé Henri de Montfaucon (il deviendra comte de Montbéliard en 1338 au décès de son beau-frère Othenin). Jeanne, qu'on appelait « la Dame de Belfort » meurt en 1350, mais ses remariages ont donné lieu à de nombreux enfants qui ont des droits, et les affaires qui concernent la succession de ses biens font l’objet de nombreuses chicanes ; l’écheveau s’avèrera long et difficile à démêler. 
Finalement, ce n’est que vers 1360 que Belfort se trouvât intégré définitivement dans l’ensemble autrichien.

## Territoire

### Le comté proprement dit
En 1789, le comté de Belfort comprenait :
- La prévôté de Belfort ;
- La grande-mairie de l'Assise ;
- Le Val de Rosemont, dit bailliage de Giromagny.

#### Prévôté de Belfort
La prévôté de Belfort recouvrait les communes suivantes : Belfort, Bermont, Bethonvilliers, Botans, Buc, Châtenois-les-Forges, Cravanche, Offemont, Perouse (Pérouse) et Vourvenans (partie de Trévenans).

##### La prévôté d'Angeot
Depuis 1700, la prévôté de Belfort comprenait l'ancienne prévôté d'Angeot.
Selon le terrier de 1742, celle-ci comprenait deux mairies :
- La mairie d’Angeot, recouvrant les communes suivantes : Angeot (chef-lieu), Lagrange (en partie), Larivière, Saint-Cosme et Vauthiermont ;
- La mairie de Novillars, recouvrant les communes suivantes : Autrechêne (comprenant Autrage, Eschêne et Rechotte) et Novillard (chef-lieu).

Depuis 1726, Brebotte en relevait.

#### Grande-mairie de l'Assise
La grande-mairie de l'Assise comprenait la Haute-Assise et la Basse-Assise, dite Assise-sur-l'Eau.

##### La Haute-Assise
La Haute-Assise recouvrait les communes suivantes : Bessoncourt (en partie), Chèvremont (chef-lieu), Dorans (en partie) et Petit-Croix (en partie).

##### L'Assise-sur-l'Eau
L'Assise-sur-l'Eau recouvrait les communes suivantes : Andelnans, Danjoutin (chef-lieu), Dorans et Trétudans (aujourd'hui, partie de Trévenans) ainsi que, jusqu'en 1768, Leuppe (aujourd'hui, partie de Sévenans), Moval et Sevenans (Sévenans).

#### Bailliage de Giromagny
Le Val de Rosemont, dit bailliage de Giromagny comprenait le Haut-Rosemont et le Bas-Rosemont.

##### Le Haut-Rosemont
Le Haut-Rosemont recouvrait les communes suivantes : Anjoutey, Auxelles-Haut, Bourg-sous-Châtelet, Chaux (ancien chef-lieu), Éloie, Étueffont (comprenant Étueffont-Bas et Étueffont-Haut), Évette, Giromagny (chef-lieu), Lachapelle-sous-Chaux, Lamadeleine, Lepuix, Petitmagny, Sermamagny, Valdoie, Vézelois, Vescemont et Riervescemont.

##### Le Bas-Rosemont
Le Bas-Rosemont recouvrait les communes suivantes : Argiésans (chef-lieu), Banvillars, Meroux (Méroux), Petitmagny, Sermamagny, Urcerey et Vézelois.

### Les seigneuries particulières

#### Auxelles-Bas
Depuis 1596, la maison de Ferrette exerçait la moyenne et basse justice sur le village d’Auxelles-Bas, ainsi que sur quelques autres sujets et biens de Lepuix.

#### Sevenans
La seigneurie de Sevenans comprenait les trois hameaux de Sevenans, Moval et Leuppe.